# 網走刑務所
網走刑務所（あばしりけいむしょ）は、法務省矯正局札幌矯正管区に属する刑務所。収容分類級B（再犯者・暴力団構成員で執行刑期10年以下）の受刑者の短期収容を目的とする刑事施設。日本最北端の刑務所で、網走川の河口近く、三眺山の東側に位置する。
政治犯を主に収容していた時代には、日本で最も厳しい刑務所として有名だった。
しかし、近年になり、暴力団関係者を収容するようになると、酪農などの開放的な刑務内容と、ゆるい規律により、「一般社会に近い環境」に変化したが、収容者の殆どが、関東の暴力団関係者であるために、出所後、酪農関係へ再就職する更生者はほぼ皆無であり、その殆どが、暴力団に復帰して、再犯し、常連収容者となっている。

## 概要
耕種農業、畜産農業、林業を営む農園刑務所。自給用を中心に馬鈴薯、南瓜、野菜類、金時豆、小豆、永年牧草、肉牛を生産している。木工作業は小物民芸品の製作を中心とし、ニポポは年間約4,000本を生産している。窯業作業は、オリジナル製品（三眺焼）として食器、花瓶などの小物製品を中心に生産している。 昭和中期まで使用されていた教誨堂、五翼放射状平屋舎房といった明治、大正時代の大型木造建築物は、博物館網走監獄に移築され保管されている。

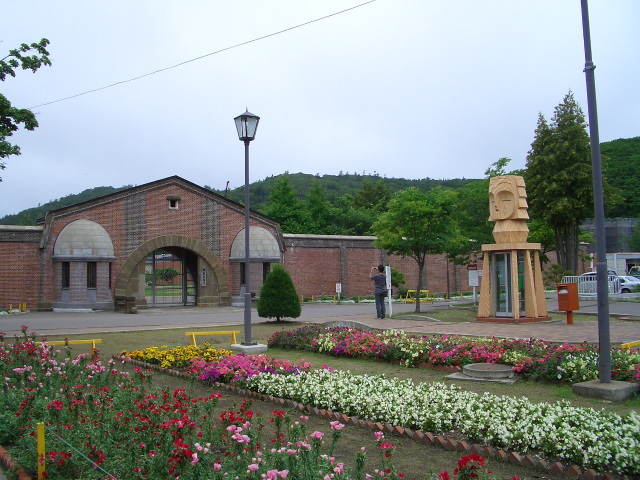
網走刑務所正門前（2005年8月）
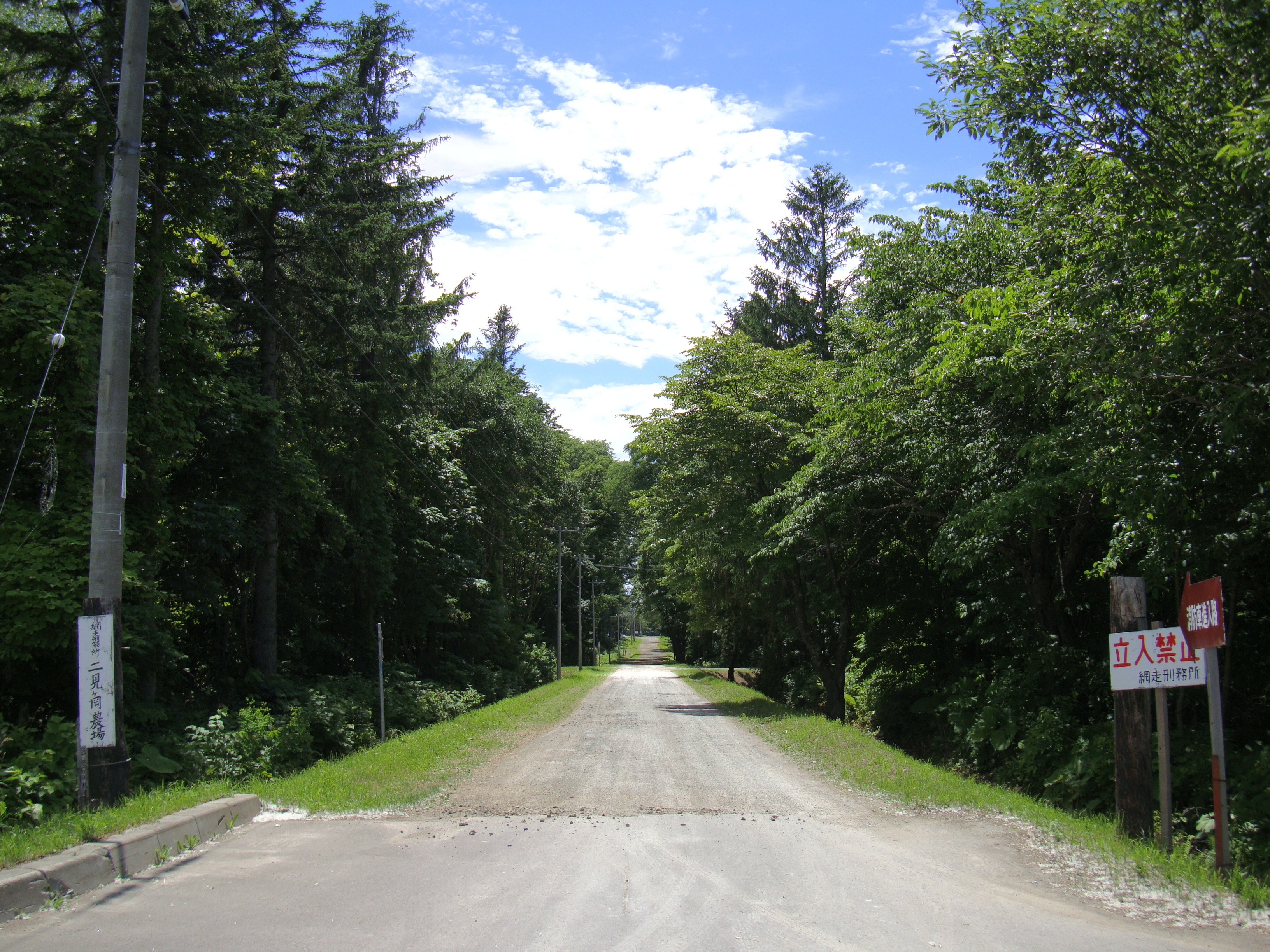
二見ヶ岡農場入口（2010年6月）

## 歴史

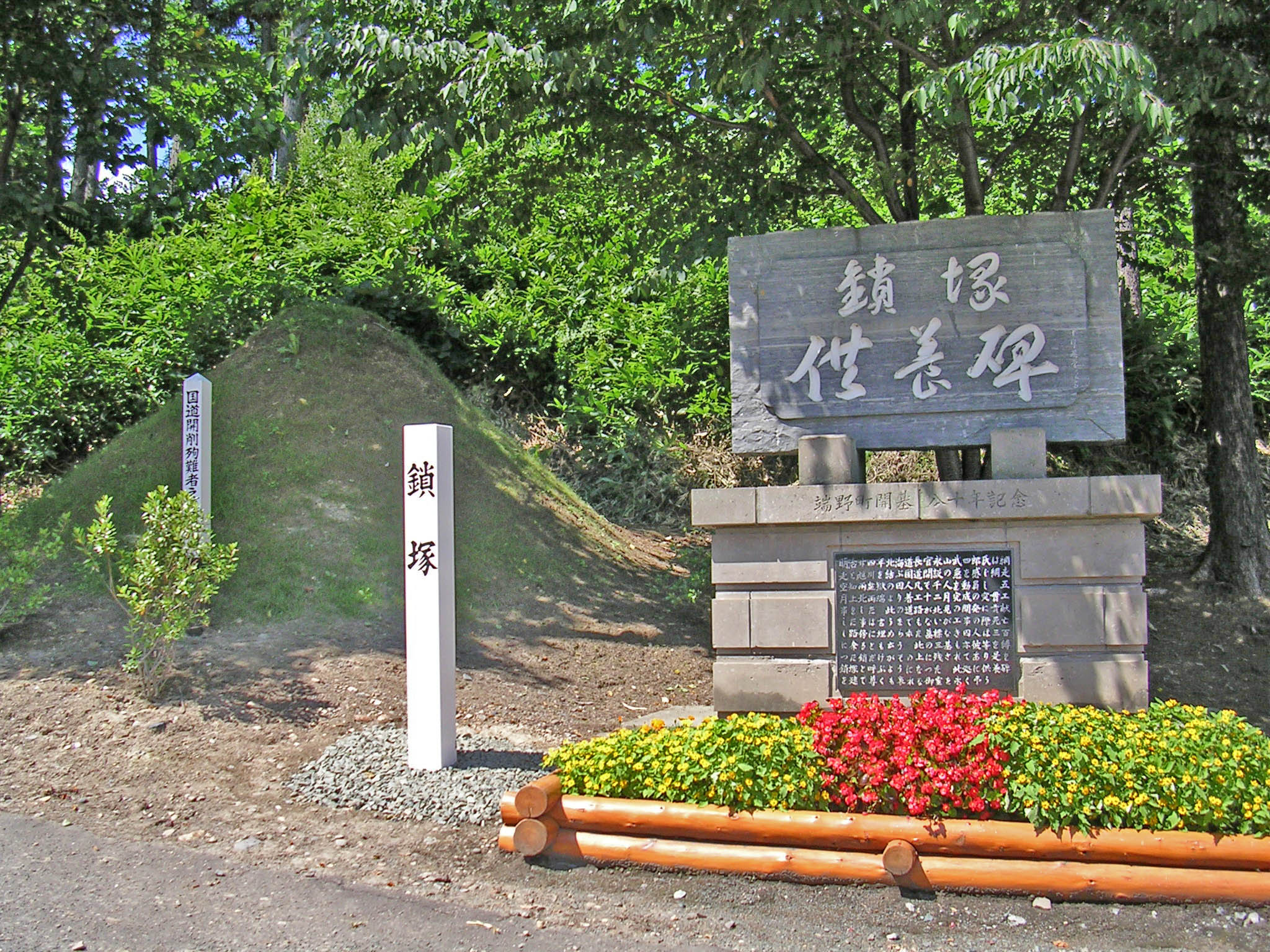
北見市端野町にある鎖塚（2007年8月）

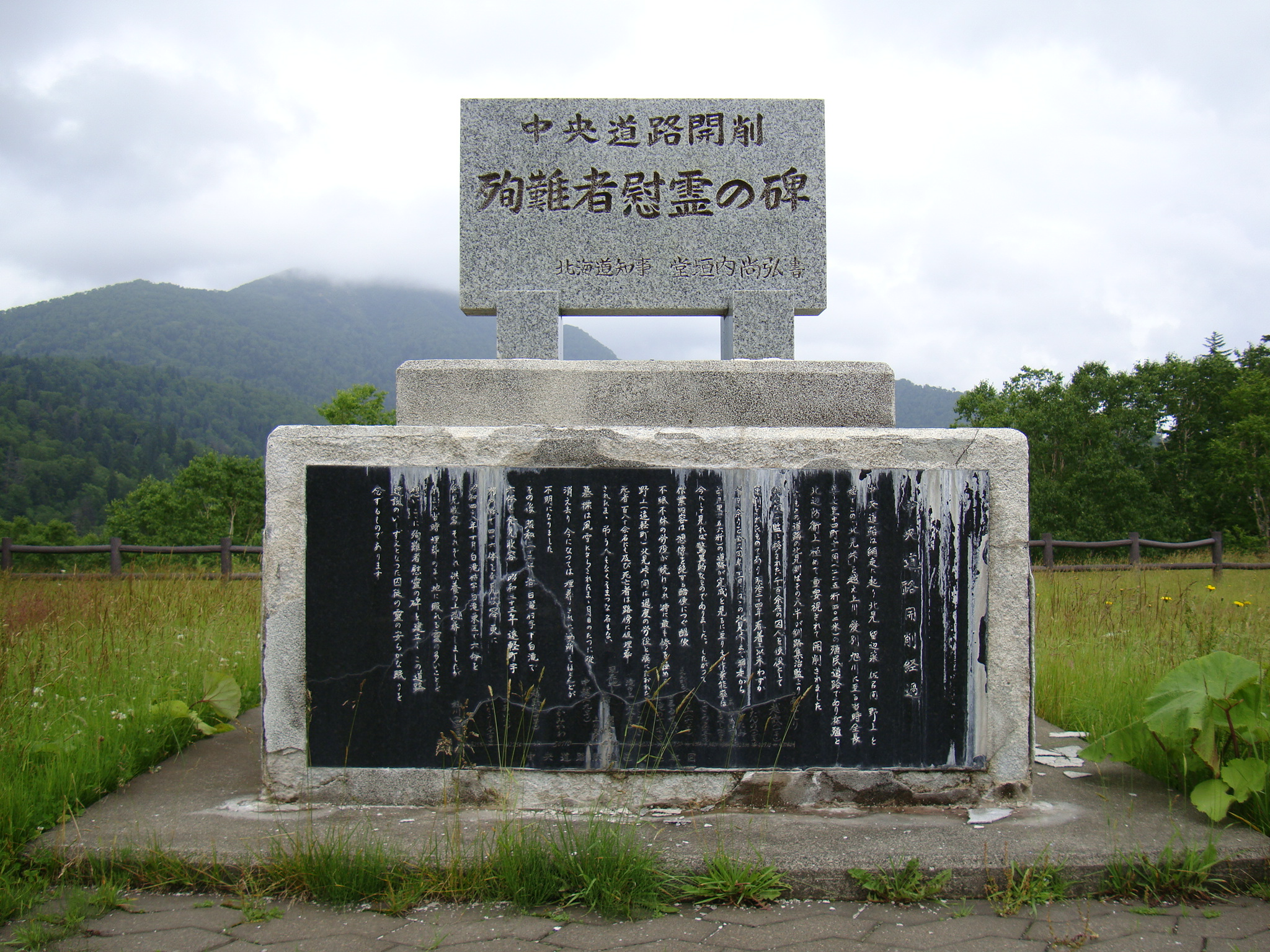
北見峠頂上にある中央道路開削殉職者慰霊の碑（2009年7月）

明治維新後の日本は、内乱による国事犯や政治犯が続出したため、監獄は過剰拘禁となっていた。同時に、「富国強兵」を掲げて西洋列強と肩を並べるためやロシア帝国による脅威を防ぐためには蝦夷地（北海道）の開拓が重要であった。
そこで、1881年（明治14年）に「監獄則」改正を行って徒刑、流刑、懲役刑12年以上の者を拘禁する集治監を北海道に設置し、囚人を労働力として使役させて北海道の防衛と開拓を進める政策を執った。また、刑を終えた後は北海道に住み着いてくれれば良いという考えもあった。
1890年（明治23年）、中央道路の開削工事を行うため、釧路集治監から網走に囚徒を大移動させて開設。発足時の囚人数は1,392人でその3割以上が無期懲役であり、ほかの囚人も刑期12年以上の重罪人であった。中央道路工事は、1891年（明治24年）のわずか1年間で、網走から北見峠まで約160kmが開通しており、完成した時には226kmが開通した。過酷な労働条件による怪我や栄養失調が続出し、死者は200人以上となった。
1894年（明治27年）に、囚人使役は「囚人は果たして二重の刑罰を科されるべきか」と国会で追及されるまでの社会問題となり廃止されたが、民間人や外国人などによる「タコ部屋労働」は大正、昭和になっても続いた。
網走の発展は、刑務所設置に大きく関わっているが、以前は地元にとって刑務所は決して好ましいイメージではなく、戦時中には刑務所名変更の請願を網走町（当時）が提出している。これは、衆議院を通過したものの貴族院では不採択となり、網走刑務所の名は存続することになった。
戦後、高度経済成長期になると、高倉健主演の映画『網走番外地』シリーズの人気により、網走刑務所は全国区の観光名所となった。1983年（昭和58年）には、網走刑務所の全面改築工事に伴い、旧刑務所の教誨堂、獄舎などを移築復原した博物館網走監獄が天都山中腹に開館し、観光名所になっている。

### 略歴
- 1890年（明治23年） - 「釧路監獄署網走囚徒外役所」として開設。その後「網走囚徒宿泊所」と改称。
- 1891年（明治24年） - 「釧路集治監網走分監」→「北海道集治監網走分監」と改称し、独立した集治監となる[6]。中央道路開通。
- 1894年（明治27年） - 囚人使役廃止。
- 1896年（明治29年） - 屈斜路外役所（現在の二見ヶ岡農場）設置。
- 1897年（明治30年） - 一時廃監[7][8]。
- 1898年（明治31年） - 北海道集治監分監出張所再設置[7][9][10]。
- 1901年（明治34年） - 北海道集治監釧路分監が廃止となり、網走分監が引き継ぐ[7][11]。
- 1903年（明治36年） - 「網走監獄」と改称[12]。
- 1909年（明治42年） - 山火事の飛び火による火災でほぼ全焼する。
- 1912年（明治45年） - 復旧工事完成。
- 1922年（大正11年） - 「網走刑務所」と改称[13]。
- 1948年（昭和23年） - 重警備刑務所に指定。照明設備などが整備された[14]。
- 1969年（昭和44年） - 刑務所正門の大表札が観光客に盗まれる[15]
- 1970年（昭和45年） - 家出をした小学生3人が刑務所の造林地（刑務所の西方約4 km）に迷い込み遭難して死亡[16]。
- 1984年（昭和59年） - 鉄筋コンクリート構造の舎房（暖房完備）建設。
- 2006年（平成18年） - 新居室棟完成。

## 網走監獄和牛
網走刑務所に付属する二見ヶ岡農場では受刑者により畜産が行われており、1997年（平成9年）頃から牛肉が生産されている。2015年（平成27年）2月、北海道産和牛として流通していた黒毛和牛の肉の一部をエームサービスが購入し、網走監獄和牛と名前を付けて、網走刑務所の隣の売店で発売が開始したのがきっかけで、ブランド肉が誕生した。
ウシを飼育している受刑者は、全員が畜産の素人だが、飼育を通じて命の切なさを学習している。日本食肉格付協会の定める等級で、最高ランクであるA5を獲得する牛肉も出ている。

## 著名な受刑者
- 安部譲二（小説家。タレント。）
- 伊藤一（映画『網走番外地』の原作『網走番外地』の著者。）
- 白鳥由栄（脱獄囚。後に「昭和の脱獄王」と呼ばれた。）
- 徳田球一（政治運動家） - 政治犯として収容時に「焼き」を入れられ右腕を動かなくされたと後に証言[18]。
- 西川寅吉（「五寸釘寅吉」の異名を持つ囚人。）
- 野村秋介（新右翼、民族派活動家。）
- ブランコ・ド・ヴーケリッチ（ゾルゲ諜報団の1人。ゾルゲ事件で逮捕。ブランコ・ヴケリッチとも。日本名は武家利一。）
- 美能幸三（日本の実業家。元暴力団員、元ヤクザ。『仁義なき戦い』著者。）
- 宮本顕治（日本共産党の政治家、文芸評論家。日本共産党スパイ査問事件で逮捕。）
- 村上国治（政治運動家。日本共産党札幌市委員会委員長。白鳥事件で逮捕。）

## 所在地
〒093-0088 北海道網走市字三眺（登記上の住所は網走市字三眺官有無番地）

## アクセス
- 女満別空港から網走バスターミナル行「刑務所前」下車徒歩5分
- JR北海道 石北線・釧網線 網走駅から徒歩約20分

## 参考資料
- “監獄秘話”. 博物館 網走監獄. 2015年11月10日閲覧。
- “網走監獄 | 日本の近代遺産50選”. 日本経済新聞 (日本経済新聞社). (2008年) 2015年11月10日閲覧。
- “北見市観光テキスト”. 北見市観光テキスト.   北見市観光協会連絡協議会・北見市観光協会. pp. 8-10 (2014年). 2015年11月10日閲覧。